# 維塔利·斯卡昆
維塔利·沃洛迪米羅維奇·斯卡昆（羅馬化：Vitalii Volodymyrovych Skakun；1996年8月19日—2022年2月24日），烏克蘭士兵，烏克蘭武裝部隊第35獨立海軍陸戰旅工程師及戰鬥工兵，獲烏克蘭總統弗拉基米爾·澤連斯基追授烏克蘭戰爭英雄稱號。

## 生平
斯卡昆生於别列扎内，就讀别列扎内第三中學及利沃夫第二十高等職業學校，於利沃夫國立理工大學畢業。
2022年2月24日，在俄羅斯入侵烏克蘭伊始，斯卡昆所在部队被部署至皮里柯普地峡，负责守衛第聶伯河上的海尼切斯克大橋，以減緩由克里米亞半島向北推進的俄羅斯入侵軍隊。當一支俄羅斯裝甲縱隊接近赫爾松時，部队决定摧毀大桥来阻止俄羅斯軍隊前進，但部队并沒有時間以遠程引爆的方式把大橋炸掉。最终身为戰鬥工兵的斯卡昆自告奮勇在橋下安装并手動引爆地雷，以犧牲生命为代价換取減緩俄羅斯軍隊的前進速度，並使烏克蘭軍隊獲得重新部署和組織防禦的時機。

## 榮譽
烏克蘭軍事指揮官因應斯卡昆的英勇行為計劃追授榮譽。烏克蘭總統弗拉基米爾·澤連斯基於2022年2月26日追授斯卡昆為烏克蘭英雄。
2022年2月28日，捷克布拉格市議員為了與俄羅斯入侵作鬥爭的人們表示敬意，提議將位於俄羅斯大使館位置的加冕街一座橋更名為「維塔利·斯卡昆橋」。該提案被該地區接受並轉發給布拉格市議會。
2022年3月1日，別列扎尼市議會決定授予斯卡昆「別列扎尼榮譽市民」稱號。
斯卡昆安葬於别列扎内聖三一教堂墓地。